# Montrealské pamětní centrum holocaustu
Montrealské pamětní centrum holocaustu (francouzsky Centre commémoratif de l’Holocauste à Montréal, CCHM nebo Musée de l'Holocauste
Montréal, anglicky Montreal Holocaust Memorial Centre, MHMC) bylo založeno v roce 1979 skupinou přeživších holokaust kolem Stevena Cummingse v Montrealu. CCHM se skládá z muzea a centra.

## Zaměření a popis
CCHM dává příležitost lidem, kteří přežili holokaust, prezentovat své zkušenosti, aby budoucí generace neudělala ty stejné chyby. Svědci mají přes „Remembrance Committee“ přímé slovo v rozhodování o struktuře centra. CCHM bylo otevřeno v roce 1979 a před znovuotevřením 30. června 2003 zcela přepracováno a rekonstruováno.
Rozkládá se nyní na dvou úrovních asi na 10 000 m². Muzeum zahrnuje 418 artefaktů, 372 fotografií a 18 video stanic. Plně dvojjazyčné v angličtině a francouzštině navržené muzeum se snaží zdůraznit téma holocaustu.
Kromě holocaustu se dá z horního patra chronologicky nahlédnout do židovského života před holocaustem.
V suterénu jsou vysvětleny historické důvody, proč došlo k vypuknutí druhé světové války a k pokusu o kompletní systematické vyhlazení Židů.
Cesta pokračuje v horním patře a vede přes poválečné období až k usídlení mnoha evropských přeživších holocaust v Montrealu. Po 2. světové válce byla zaznamenána v Montrealu největší komunita přeživších holocaust po Izraeli a New Yorku. Kromě muzea má centrum mnoho dalších iniciativ. Kromě každoroční vzpomínkové bohoslužby pro oběti holocaustu „Yom Hashoah“ a další akce na památku křišťálové noci s názvem „Commémoration de Kristallnacht“ je pořádáno i každoroční „Holocaust Education Series“, série přednášek o holocaustu. Kromě toho byla letos[kdy?] uspořádána mimořádná výstava obrazů z koncentračního tábora Terezín.
V prvním roce po otevření přivítalo muzeum více než 15 000 návštěvníků, z nich 10 000 studentů.
Během Jom ha-šo'a, dne pro oběti holocaustu, se účastní každý rok více než 2 000 lidí vzpomínkové bohoslužby pořádané MHMC. V roce 2004 byla uspořádána dne 18. dubna slavnost v Congregation Tifereth Beth David Jerusalem synagoze v Montrealu.
Rakouská služba na památku holocaustu podporuje MHMC od roku 1998 vysíláním členů vykonávajících službu na památku holocaustu.